# Bez słońca
Bez słońca (Sans soleil) – francuski film dokumentalny z 1983 roku w reżyserii Chrisa Markera. Film Markera jest przykładem kinowego strumienia świadomości i wykładnią autorskich poglądów w „podróży w czasie i pamięci”. Bez słońca został doceniony przez zachodnich krytyków; dzieło Markera uznawano za „równie wciągające jak Zelig” oraz „modelowy esej filmowy”, a Brytyjski Instytut Filmowy uhonorował je nagrodą dla najlepszego filmu roku.